# Вулиця Опришківська (Львів)
Ву́лиця Опри́шківська — вулиця в Личаківському районі Львова, у місцевості Знесіння. Розпочинається від рогатки на вулиці Хмельницького і під шляхопроводом перетинає залізничну колію Львів — Київ та прямує до вулиці Кривоноса.
Прилучаються вулиці Замкова, Кордуби.

## Історія
У сучасному вигляді вулиця Опришківська сформувалася в 1946 році через об'єднання кількох вулиць. Відтинок від сучасної вулиці Максима Кривоноса до залізниці виник у середині XIX століття під назвою Дорога Кисельки (пол. Droga Kisielki, інша назва — Жовківська бічна направо V) як шлях до водолікувального закладу, що належав родині Кісєльків. Ця багата родина також володіла у цій місцевості броварнею, ставками і городами. У 1871 році вулиця отримала нову назву — Купальна (пол. Kąpielna) — саме через купальні водолікарні Кісєльків, втім, стара назва вулиці ще деякий час зберігалася по відношенню до кінцевої частини вулиці, що огинала Високий замок (це видно на старих картосхемах міста). За часів нацистської окупації, з 1943 року по липень 1944 року вулиця мала назву Трепфельбауґассе.
У серпні 1936 року частина вулиці Опришківської від вулиці Богдана Хмельницького до залізниці була перейменована на вулицю Вирви-Фургальського (пол. Wyrwy Furgalskiego), з нагоди 20-ї річниці смерті майора Тадеуша Вирви-Фургальського. У 1945 році цей відтинок сучасної вулиці Опришківської був перейменований на вулицю Лікерну, адже тут, під № 2 у 1939—1941 роках розташовувався Лікеро-горілчаний завод № 3, який входив до водо-лікерного тресту. Після війни до кінця 1950-х рр. на вул. Лікерній, 2 розташувався Лікеро-горілчаний завод № 2 (сучасна адреса — вулиця Кордуби, 2).
У 1946 році вулиці Купальну, Фургальського і Кисельків об'єднали під сучасною назвою Опришківська.

## Парк «Високий замок»
Вулиця Опришківська разом з вулицями Кривоноса, Замковою та залізничною станцією Підзамче формують межі парку «Високий замок». У парку, як і на сусідньому Знесінні, переважають листяні породи дерев — каштан, клен, явір, ясен, липа, береза, тополя, акація, а з хвойних — сосна.

## Підприємства
На вулиці Опришківській розташовано декілька великих підприємств, передусім це АТ «Артеріум Галичфарм» (вул. Опришківська, 6/8), яке спеціалізується на виробництві фармацевтичної продукції.. У будівлях за цією адресою за часів Другої Польської республіки розміщувалася фармацевтично-косметична фабрика «Лаокоон», а за радянських часів — Львівський хімфармзавод.
За адресою вул. Опришківська, 5 розташовано ТзОВ «Львівморепродукти» (гуртова торгівля рибою, морепродуктами та молюсками), а також гостинний дім «Балькон» (готельні послуги) та багато інших підприємств та організацій.
У 2012-2014 рр. поблизу перехрестя вулиць Опришківської—Хмельницького будівельна компанія «Мій Дім» спорудила офісний бізнес-центр.

## Транспорт та інфраструктура
Проїзна та пішохідні частини дороги на вулиці Опришківській проходить під залізобетонним залізничним мостом, збудованого фірмою Альфреда Захаревича та Юзефа Сосновського за проєктом інженера Єжи Венгерського.
2012 р. у Львові запроваджено нову транспортну схему, у відповідності до якої вулицею Опришківською курсує лише одне маршрутне таксі № 25, яке сполучає вулицю Кордуби з ТРЦ «King Cross Leopolis».